# Чекмагушівська сільська рада
Чекмагу́шівська сільська рада (рос. Чекмагушевский сельский совет) — муніципальне утворення у складі Чекмагушівського району Башкортостану, Росія. Адміністративний центр — село Чекмагуш.

## Населення
Населення — 12181 особа (2019, 11902 у 2010, 11772 у 2002).

## Склад
До складу поселення входять такі населені пункти:
| Населений пункт      | Населення, осіб (2002) | Населення, осіб (2010) |
| -------------------- | ---------------------- | ---------------------- |
| Ігенче, присілок     | 129                    | 110                    |
| Наріманово, присілок | 346                    | 315                    |
| Ресмекеєво, присілок | 93                     | 95                     |
| Чекмагуш, село       | 11204                  | 11382                  |